# 顾坚 (戏曲家)

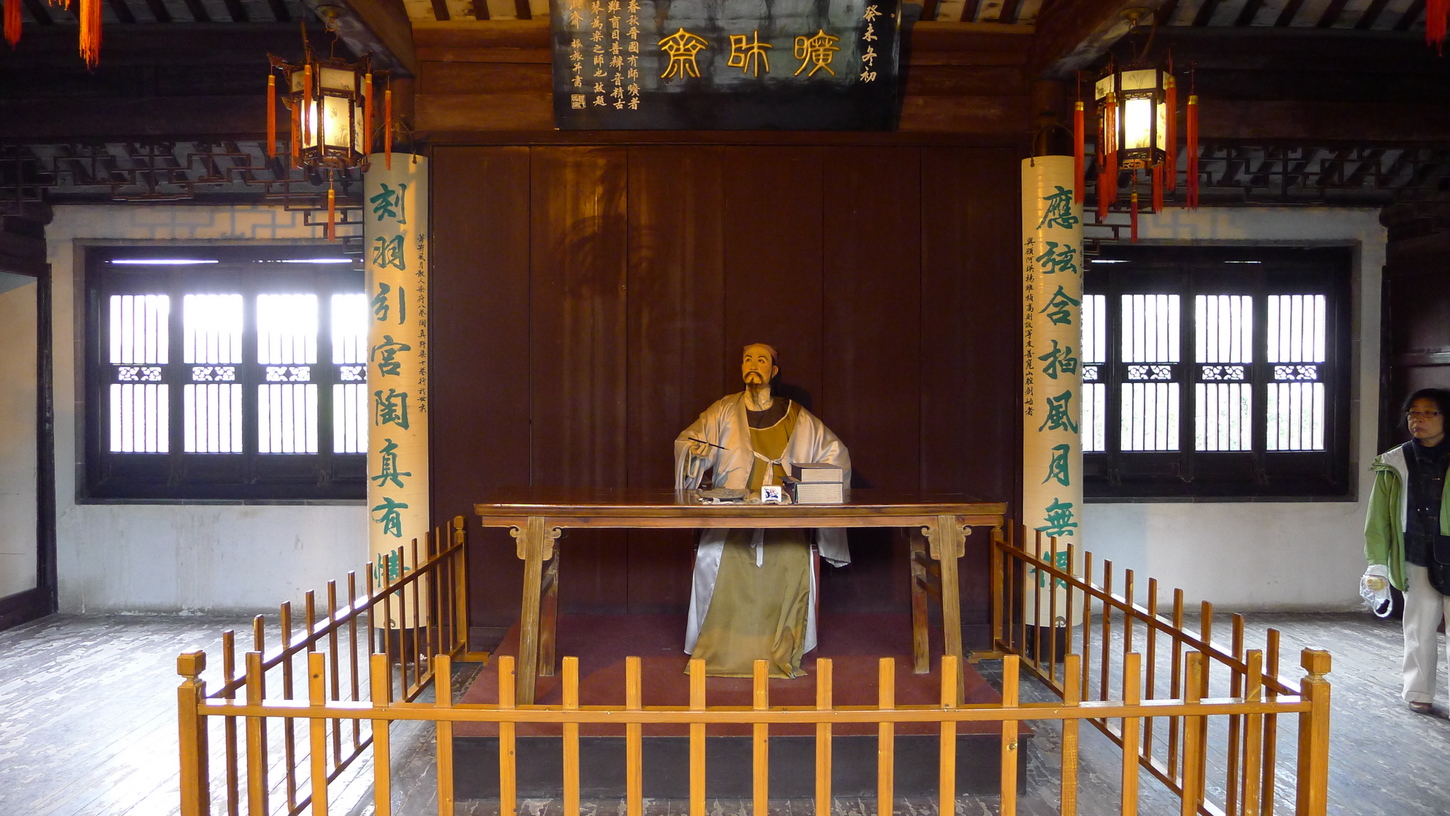
昆曲创始人顾坚像

顾坚（？—？），字颋玉，號風月散人，昆山千墩（今千灯镇）人，元末戏曲家，为昆曲创始人。

## 生平
顾坚自幼从姑母学曲习唱。常与风月福人杨铁笛、风月主人倪云林、风月异人顾阿瑛交往，因此自号风月散人。著有《风月散人乐府》八卷。后双目失明，有《陶真野集》十卷流行民间。又据文征明手录的娄江魏良辅《南词引正》一文记载，“元朝有顾坚者，虽离昆山三十里，居千墩，精于南辞，善作古赋。扩廓帖木儿闻其善歌，屡招不屈。善发南曲之奥，故国初有“昆山腔”之称”。

## 家族
根据日本国立国会图书馆藏《顾氏重汇宗谱》记载，顾坚之父顾鉴，晚娶毗陵华氏，得一子，名坚，字颋玉。

## 参考文献

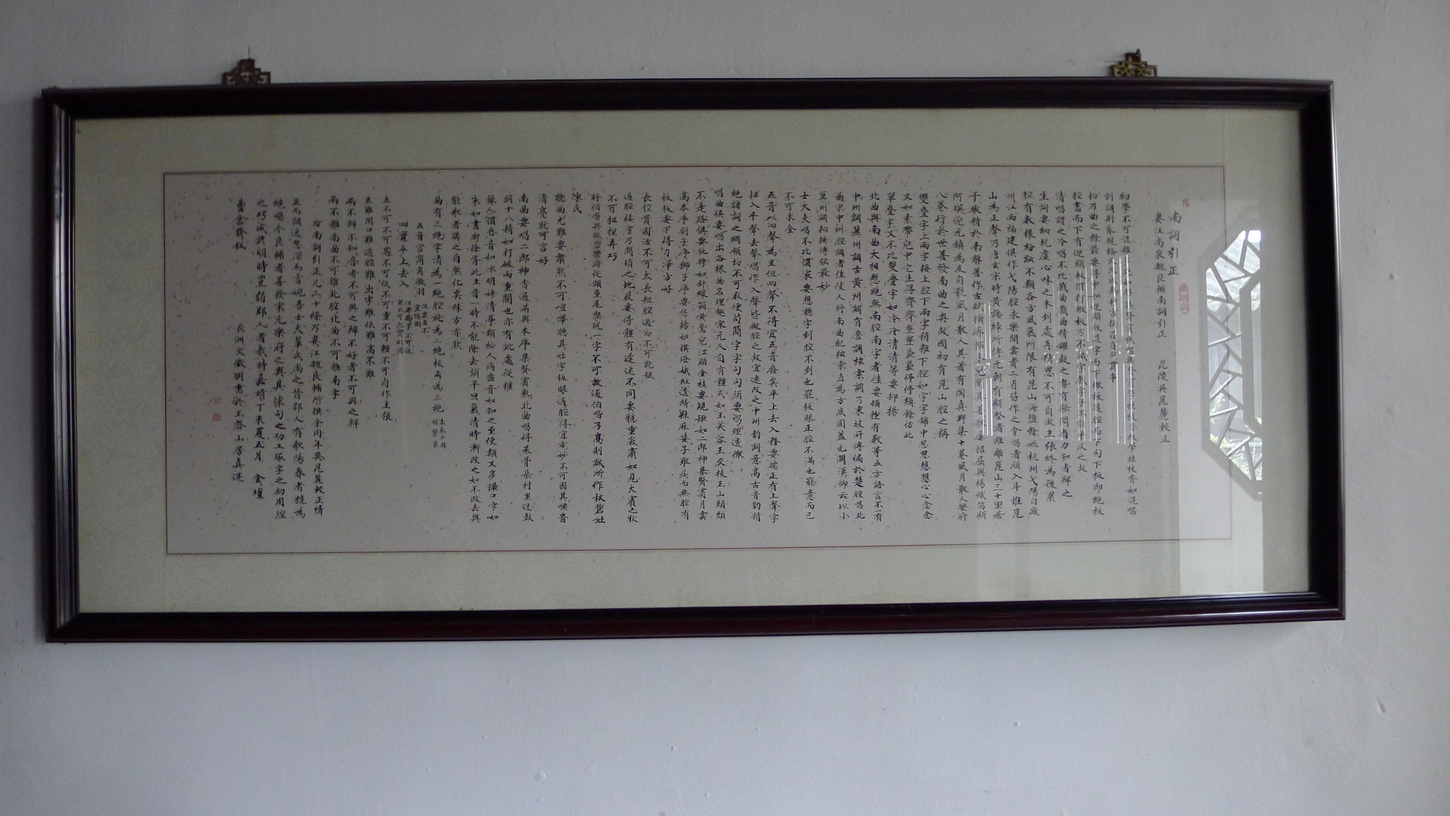
顾坚纪念馆内悬挂的文征明手录魏良辅《南词引正》

## 顾坚纪念馆

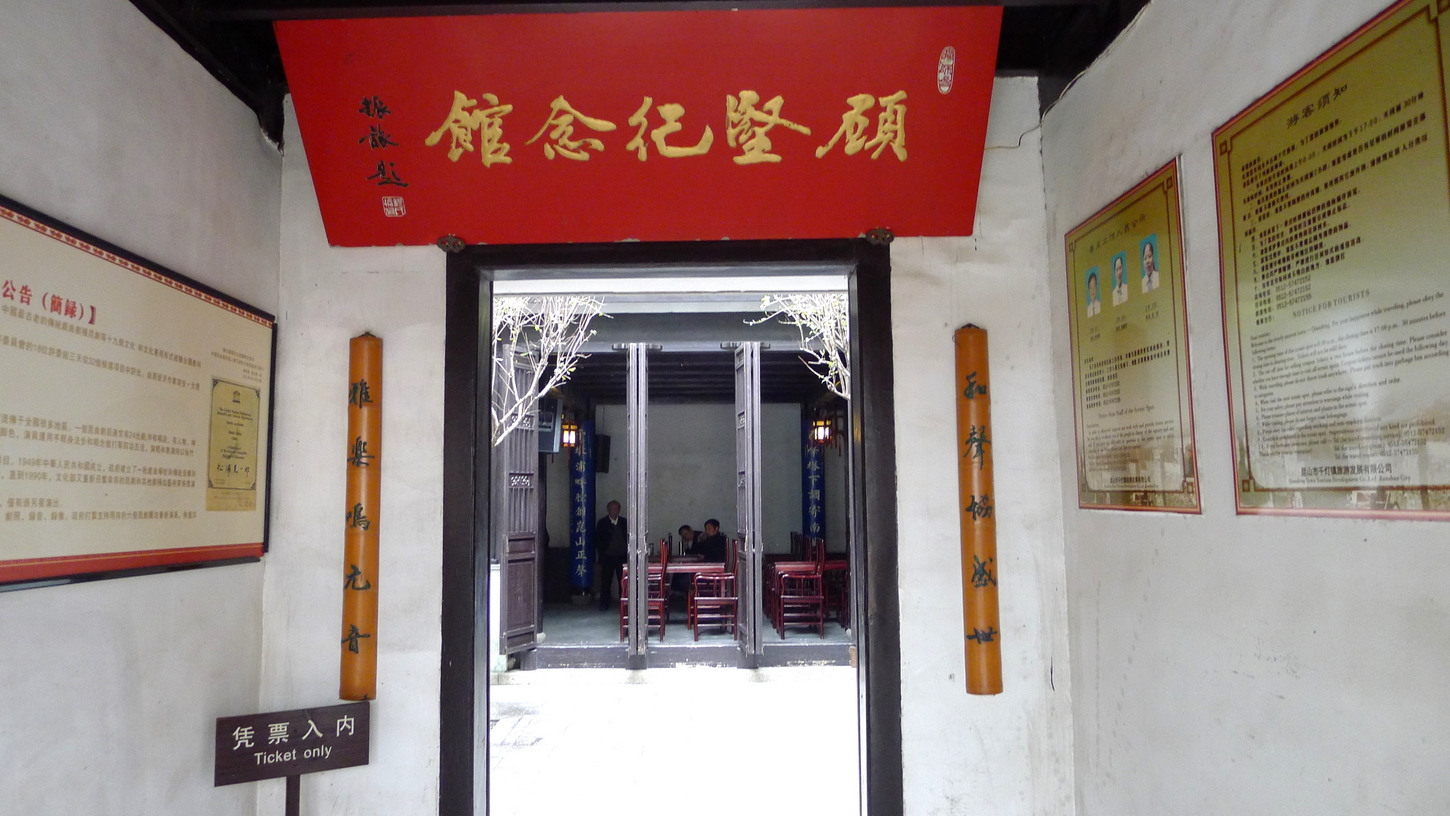
千灯镇顾坚纪念馆

顾坚纪念馆位于昆山市千灯古镇。